# Канадска борба
Канадската борба е неолимпийски спорт, между двама участници. Тя се разиграва често любителски, за да се докаже кой е по-силен между двама или повече души.

## Правила на борбата
Всеки участник поставя единия си лакът (този, с чиято ръка ще се играе) на специална маса за канадска борба, и длан в дланта на противника. Състезателите установяват захват с дланите си и започват да се борят. Целта е да се допре ръката на другия върху подложката отстрани, като ръката на победителя е над ръката на губещия.
Различни фактори влияят за победата в канадската борба. Техниката и цялостната сила на ръката са двата най-важни фактора за спечелването. Други важни фактори са дължината на ръката на бореца, размер на китката и пръстите, издръжливост и гъвкавост, времето за реакция. В състезателната канадска борба, както е определено от Световната федерация по канадска борба (WAF), се провежда между двамата състезатели, които стоят изправени с ръце, поставени върху специална маса за канадска борба. Турнирите по канадска борба са разделени на различни категории според теглото на състезателите, както и на състезания за лява и дясна ръка. Освен това състезанията имат строги правила, като например дадени на санкции за фалове (като лакът на състезателя излиза извън определената област или фалстарт).

## Канадска борба в България
В България има множество клубове, които развиват този спорт. Най-големите от тях са в Благоевград, Тутракан, Горна Оряховица и София, но и по-малките от тях като тези в Пловдив, Бургас, Добрич и Силистра не отстъпват на по-големите на състезанията. В България се провеждат състезания според календара на Българската федерация по канадска борба (БФКБ). Най-значимите са държавното първенство (март-април) и Белоградчик Оупън (април-май). От тях се определя националният отбор по канадска борба, който представя България на европейското първенство (май-юни) и световното (септември-октомври). Българските състезатели са едни от най-добрите в света – минали световни шампиони като Красимир Костадинов и Димитрина Димитрова.